# Nawoto Suzuki
Pour les articles homonymes, voir Suzuki (homonymie).
Nawoto Suzuki (ナヲトスズキ), de son vrai nom Naoto Suzuki, est un compositeur et disc jockey de techno hardcore japonais, basé à Tokyo. Actif depuis 1995, il fait partie des premiers artistes de techno hardcore du Japon. Il est également le dirigeant du label Teikoku Records. Avant l'existence de celui-ci, ses œuvres ont d'abord été publiées sur des labels européens.

## Biographie
Durant la majeure partie de sa carrière musicale qui a démarré en 1995, Naoto Suzuki a fait usage de nombreux noms de scène, plus spécifiquement Kamikaze Suicide, Burning Lazy Persons, et Smily Slayers. Ses alias les plus fréquents sont Smily Slayers et Burning Lazy Persons. En 1996, il participe sous le nom de scène Smily Slayers à un split intitulé Untitled avec notamment DJ Delta Nine, publié au label Epiteth Records, dirigé par Laurent Hô,. En 1997, il sort l'EP Leave Me Alone, sous le nom de Burning Lazy Persons, au label allemand Fischkopf Hamburg. Toujours en 1997, il emprunte le nom de Kamikaze Suicide pour le morceau Yakuzacore, qui sera inclus dans trois différentes compilations Damn! It's: Fucking Hardcore No 7 (1997), Mega Hardcore (1999), et Various - Brutal 100 % (2000).
En 2011, il participe au festival Dominator, notamment aux côtés de Drokz. En 2013, il participe à l'édition Conquest of Fury du festival néerlandais Masters of Hardcore. En 2014, il participe au troisième volet de la compilation What's that Noise (à l'origine le nom d'un magazine de musique électronique lituanien) avec le morceau Phuture Rave 80000 Back to the Frankfurt.

## Discographie

### Burning Lazy Persons
| Titre                          | Label                    | Numero       | Date |
| ------------------------------ | ------------------------ | ------------ | ---- |
| Fart E.P.                      | Fischkopf Hamburg        | FISCH 15     | 1996 |
| Leave Me Alone E.P.            | Fischkopf Hamburg        | FISCH 21     | 1997 |
| Kill The J-Core EP             | TNI Digital              | TNI DIGI 001 | 2011 |
| Remind EP                      | Viral Conspiracy Records | VC062.2      | 2012 |
| Silent Majority                | Superbad MIDI Breaks     | SBMB 012     | 2013 |
| Nostalgia And Regret Of Summer | Mechanical Brain Limited | MCB LTD 004  | 2014 |

### Smily Slayers
| Titre                                | Label           | Numero | Date |
| ------------------------------------ | --------------- | ------ | ---- |
| I'm My Self EP                       | Hot Trax        | HT2942 | 1996 |
| Berserker In My Room                 | Hot Trax        | HT2940 | 1996 |
| Harakiri Hardcore                    | Hot Trax        | HT2943 | 1996 |
| Chuohline Deathteam Strikes Back!!!! | Teikoku Records | TR-303 | 2004 |
| Best Shit Issue 1                    | Teikoku Records | TR-404 | 2004 |
| Best Shit Issue 2                    | Teikoku Records | TR-505 | 2005 |
| Best Shit Last Issue                 | Teikoku Records | TR-606 | 2006 |

### Apparitions
| Nom de scène                 | Titre(s) concerné(s)                     | Compilation                      | Label                  | Date |
| ---------------------------- | ---------------------------------------- | -------------------------------- | ---------------------- | ---- |
| ニコニコ殺人団               | Destroy The Frogman                      | 任天導師セガソニー               | Hyper Rich             | 1995 |
| ニコニコ殺人団 (avec The 俺) | エレキング不買運動                       | 拡張I/O暴動                      | Hyper Rich             | 1995 |
| Nikoniko Satsujindan         | Off the Track to Hardcore, Megalo Maniac | Hard Core Baby Volume 1          | Hard Core Baby Records | 1995 |
| ニコニコ殺人団√16ターボ      | Fuck Lover (Fuck 三田 Suck 水越)         | Ready 暴電 SS                    | Hyper Rich             | 1996 |
| Kamikaze Suicide             | Yakuzacore                               | Damn! It's: Fucking Hardcore N°7 | Mokum Records          | 1997 |